# Partido Agrario Laborista Recuperacionista
El Partido Agrario Laborista Recuperacionista (PAL-R), fue un sector que se formó en diversas ocasiones al interior del Partido Agrario Laborista (PAL). Entre 1954 y 1956 fue un partido político de oposición a Carlos Ibáñez del Campo, y dio origen al Partido Nacional. Luego, en 1957 surgió un nuevo grupo «recuperacionista» al interior del PAL, esta vez ibañista, el cual existió hasta 1958.

## Historia

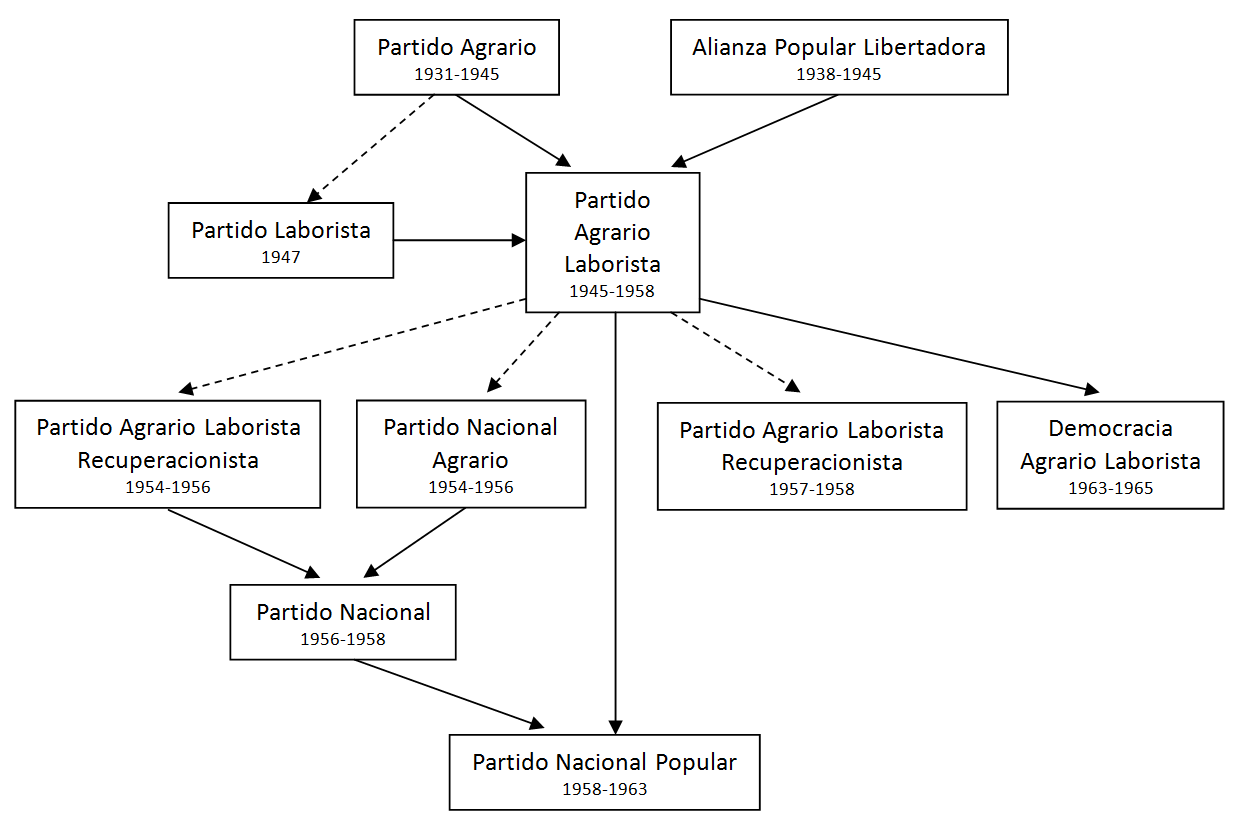
Esquema que muestra la relación histórica de los partidos agrario-laboristas.

### Surgimiento y disolución del primer partido (1954-1956)
Surgió en 1954 de una fracción al interior del PAL, que retiró el apoyo al presidente de Chile Carlos Ibáñez del Campo y que estaba en desacuerdo con los lineamientos seguidos por la colectividad durante ese período. Estuvo liderado por el senador José García González y contó entre sus filas con parlamentarios como Ricardo del Río, Manuel Bart Herrera, Jorge Rigo Righi y Santiago Urcelay.
En 1956 conformó, junto al Partido Nacional Agrario y otros grupos independientes, el Partido Nacional.

### Reaparición del partido (1957-1958)
En 1957 era presidente del PAL Julio von Mühlenbrock, a quien seguía la mayoría de los diputados y que orientó al partido hacia la oposición a Ibáñez. Un sector disidente, encabezado primero por el senador Blas Bellolio y luego por Jorge Aravena, era partidario de continuar apoyando a Ibáñez; formaban parte de él los 4 senadores del partido y fue llamado nuevamente «Recuperacionista».
En 1958 apoyó la candidatura presidencial de Jorge Alessandri Rodríguez en la Alianza de Partidos y Fuerzas Populares, para luego desaparecer del espectro partidario nacional.

### Intentos posteriores de reorganización
En 1963 se reestructuró para apoyar la candidatura presidencial de Salvador Allende, presidido por Emilio Condell Stone.